# Saint Melangell’s Church, Pennant Melangell
St Melangell’s Church, Pennant Melangell ist eine kleine mittelalterliche Kirche an einer Nebenstraße der B4391 in der Nähe des Dorfes Llangynog in Powys, Wales. Sie beherbergt die restaurierte Grabstätte der heiligen Melangell, die als das älteste romanische Grabmal in Großbritannien gilt.

## Lokalisation

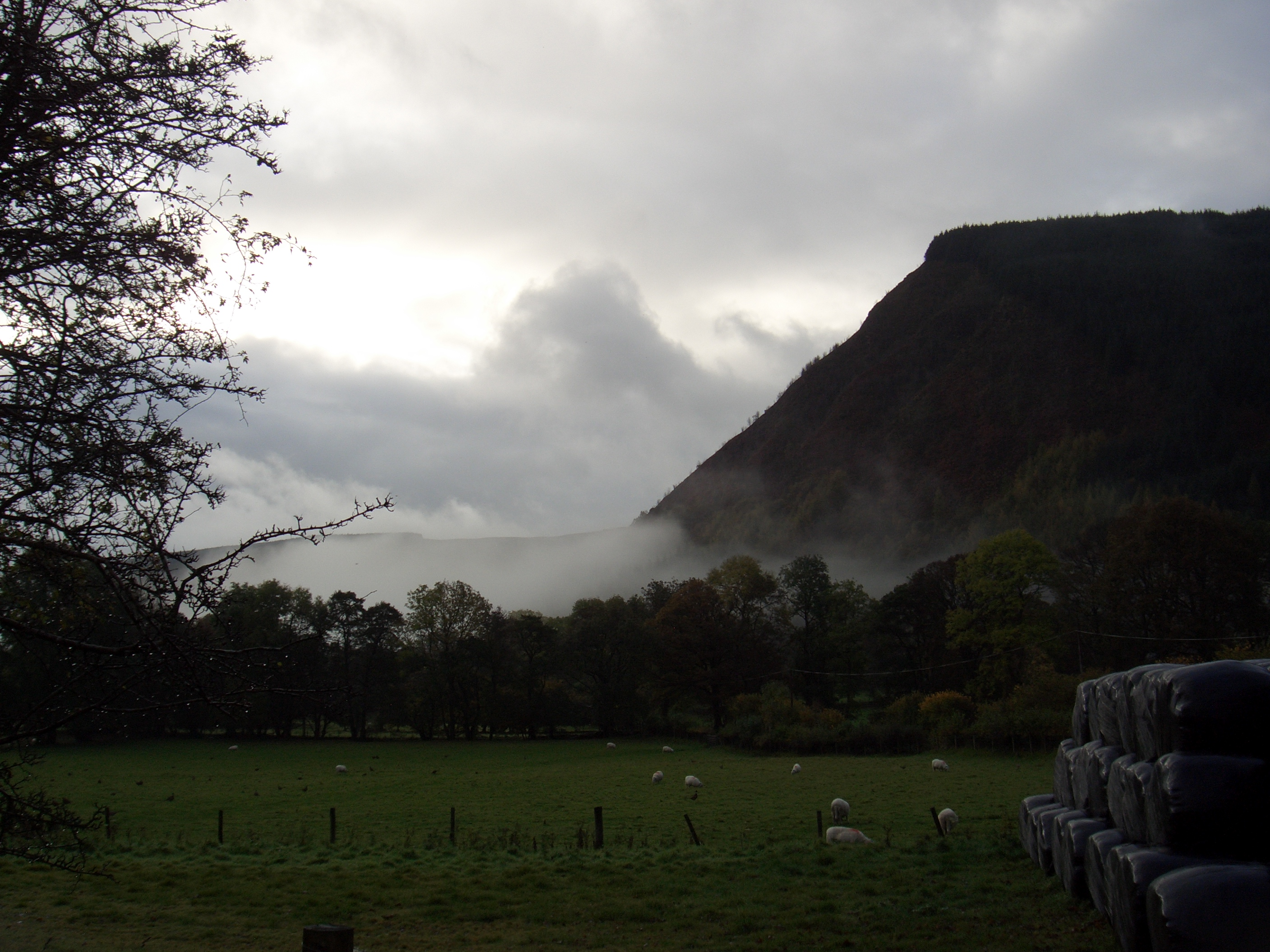
Tal in der Umgebung von Pennant Melangell

Die Kirche befindet sich auf einem kreisförmigen Friedhof am Ende des Tanat-Valley in den Berwyn mountains, der möglicherweise auf eine bronzezeitliche Begräbnisstätte zurückgeht. Der Kirchflecken ist umgeben von alten Eiben, die auch schon in vorchristlicher Zeit dort gestanden haben können. In der Nähe befindet sich auch eine charakteristische rundliche Bergformation, die auch als  breast-shaped hill bezeichnet wird. Die Umgebung ist von mittelalterlicher Landwirtschaft und möglicherweise bis in römische Zeiten zurückreichender Bergbau- und Industrietradition geprägt. Blei, Phosphat, Schiefer und Granit wurden in dieser Gegend gewonnen, Llangynog ist eine Bergarbeitersiedlung.

## Legenden und Gebräuche

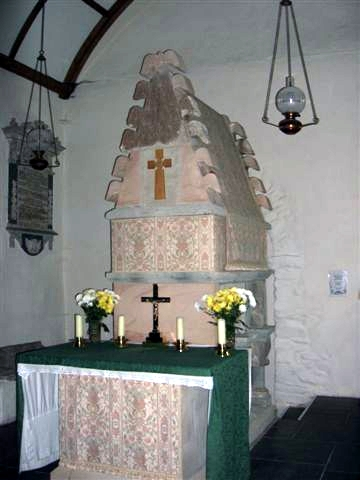
Schrein der St Melangell

Um das in der Kirche befindliche romanische Grabmonument der St. Melangell rankt sich eine Legende, die in der Historia Divae Monacellae berichtet wird. Sie besagt, dass Melangell als irische Königstochter sich einer Zwangsheirat durch Flucht nach Powys entzog und dort das Leben einer Eremitin führte. Bei einem Jagdausflug des Prince Brochwel of Powys begegneten sich die beiden. Sie schützte einen Hasen mit ihrer Kleidung vor dem Zugriff durch die Jagdgesellschaft. Der König soll durch ihre Schönheit und ihren Mut dergestalt beeindruckt gewesen sein, dass er ihr die Mittel für die Gründung eines Klosters zur Verfügung stellte, dem sie auf seine Anordnung als Äbtissin vorstand. Verschiedene Autoren betonen ihre Jungfräulichkeit und die Heiligkeit ihrer weiblichen Ausstrahlung. Die Hasen heißen in der lokalen Tradition „Melangell’s lambs“. Wie auch bei anderen Lokalheiligen wurde die Heiligkeit über die Tiere begründet. Bis zum 17. Jahrhundert gab es keine Hasenjagden in der Gemeinde, was noch 1876 literarisch dokumentiert wurde. Auch danach war die Tötung von Hasen als einem heiligen Tier ebenda tabuisiert; man erzählt sich, dass man einen Hasen, wenn er von Hunden verfolgt wurde, durch den Ausruf „Gott und St. Monacella seien mit dir“ (God and St. Monacella be with thee!) retten konnte, wie auch N. W. Thomas 1900 feststellt. Auch in neuester Zeit hat sich der Bischof von Asaph gegen das Schießen in der Umgebung der Kirche ausgesprochen.

## Geschichte

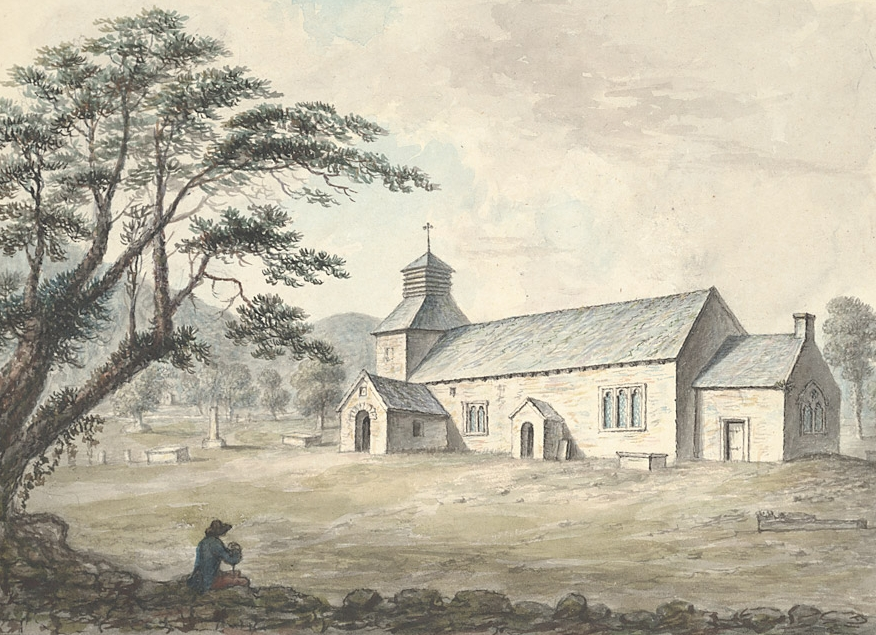
Pennant Melangell, Gemälde von 1795

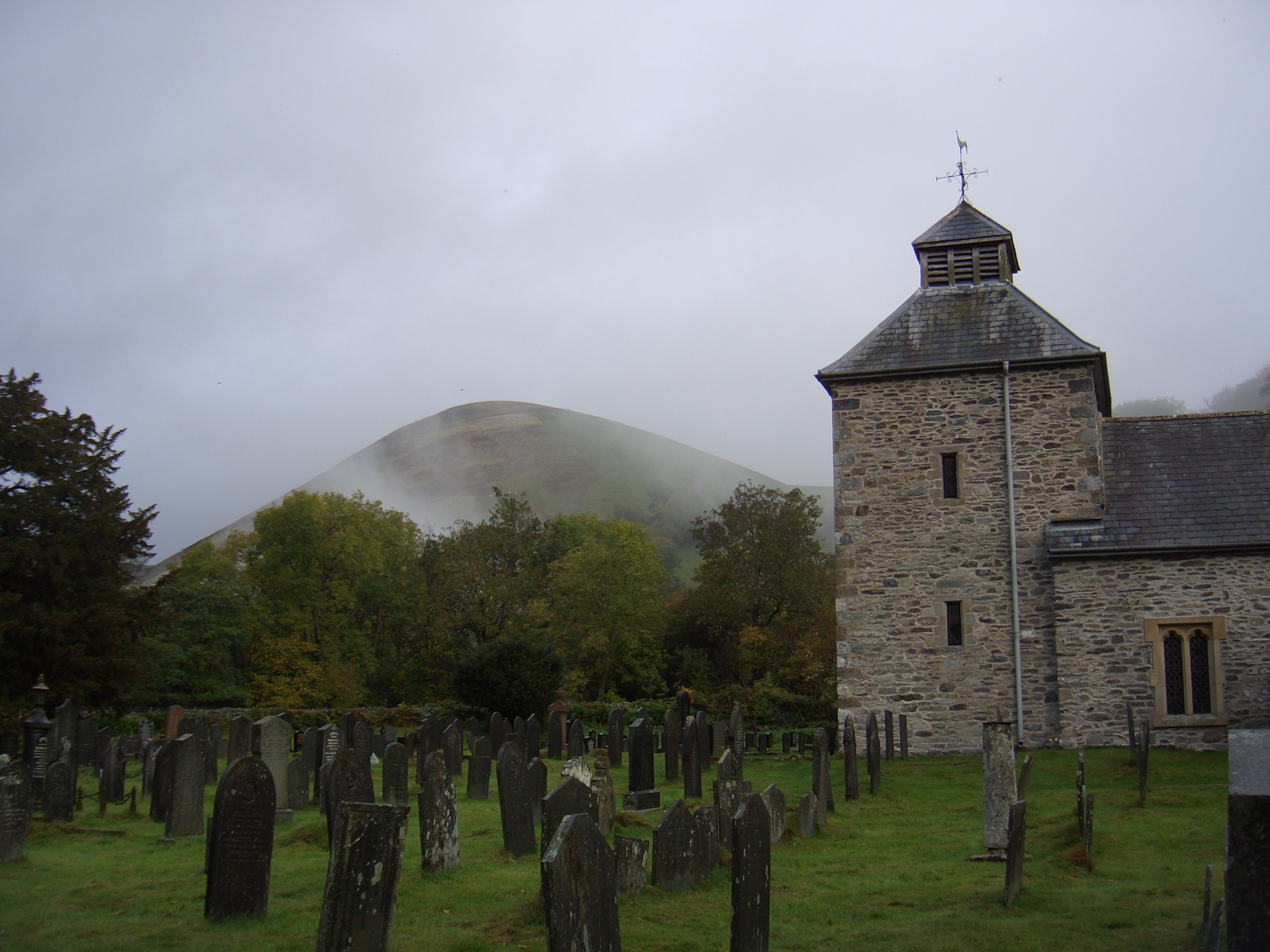
Kirchturm von Pennant Melangell mt dem charakteristischen Berg im Hintergrund

Der Legende nach geht die Kirche auf eine Gründung durch Melangell auf Veranlassung durch Brochwel Ysgythrog zurück. Es befand sich dort eine kleine Gemeinschaft von Nonnen, denen Melangell als Äbtissin vorstand. Eine ursprünglich hölzerne Kirche wurde durch den Baumeister Rhirid Flaidd im 12. Jahrhundert durch einen steinernen Bau ersetzt. Es erfolgten wiederholte Umbauten und Restaurierungen. Die Kanzel und das Dach des Kirchenschiffes stammen aus dem 14. bzw. 15. Jahrhundert. Der Turm und der Glockenstuhl stammen aus dem 16. Jahrhundert, eine umfangreiche Restaurierung wurde durch Benjamin Lay vorgenommen. Das mittelalterliche Grabmal der Melangell wurde im 20. Jahrhundert teilweise aus wiedergefundenen Originalteilen rekonstruiert. In den 1980er Jahren wurde ein Abriss der Kirche in Erwägung gezogen, was durch die Gründung einer Stiftung verhindert wurde. 1989–92 wurde eine Restaurierung unter Verwendung originaler Materialien durchgeführt.

## Das Gebäude
Bei dieser Kirche bilden das Kirchenschiff und der Altarraum eine Einheit. Der Turm befindet sich westwärts gerichtet, die Apsis weist nach Osten. Dabei weicht die Ausrichtung des Gebäudes leicht in Richtung Nordost ab. Die Dächer sind mit Schindeln gedeckt und haben steinerne Firstziegel. Am Ostende bilden sie die Basis eines Kreuzknaufes. Firstziegel aus schwarzer Keramik schließen das Dach des Portikus ab.

## Die Inneneinrichtung

### Der Lettner

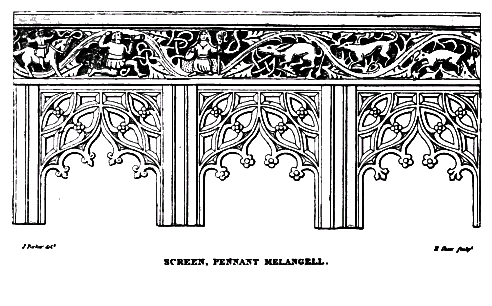
Zeichnung des Lettners mit Darstellungen von St. Melangell und Brochwel Ysgythrog, Prince of Powys.

Die Kirche beinhaltet einen Lettner aus einer fein ausgearbeiteten Eichenschnitzerei mit einer bildlichen Darstellung der Geschichte von Melangell und dem Prinzen Brochwel, die von Archdeacon Thomas im Jahre 1903 beschrieben wurde wie folgt:
- Erster Abschnitt; Brochwel Ysgythrog auf dem Rücken eines Pferdes mit einem mittelalterlichen Sattel, das Zaumzeug in der Hand und die Zügel fest angezogen. Die Arme sind ausgestreckt und die rechte Hand führt ein Schwert. Er trägt lange Haare unter einer flachen Kappe. Der Mantel und der Gürtel, in Rot gehalten, liegen eng an. Er ist in der ganzen Serie die am weitesten außen befindliche Figur.
- Zweiter Abschnitt; dieser ist in seinem Rahmenwerk teilweise beschädigt, allerdings ist die Figur erhalten. Ein halb im Knien befindlicher Jägersmann setzt nach einem vergeblichen Versuch, das Horn zu blasen von den Lippen ab.
- Dritter Abschnitt; dieser beinhaltet eine Darstellung der verschleierten Melangell als Äbtissin. Die Darstellung ist größer als die des Prinzen und kleiner als die des Jägers. Die rechte Hand ist leicht erhoben, derweil die linke einen Bischofsstab hält, welcher mit Blättern verziert ist. Sie sitzt auf einem roten Kissen.
- Ein gejagter Hase ist in roter Farbe dargestellt. Er ist in geduckter oder fliehender Haltung vor der Heiligen.
- Ein Jagdhund, dessen Beine in der Umrahmung aufgehen, kaum unterschieden werden können, ist in einer blassen Farbe gehalten.
- Ein weiteres Tier, vermutlich ein Hund, ist wie auch die Hunde in dem fünften Abschnitt von dem größer als diese dargestellten Hasen an weitesten entfernt.
- Die Maßwerke der ausgemeißelten Paneele sind abwechselnd in Blau und Rot gehalten.

Die ganze Wand daselbst in der Lettnerhalle formt oben ein Gesims mit einem Fries und befindet sich nach wie vor zwischen der Kanzel und dem Kirchenschiff. Es finden sich vier Unterteilungen auf jeder Seite vom Eingangsbereich, welcher die doppelte Breite der Seitenunterteilungen aufweist. Die Bogenzwickel sind ausgefüllt mit Ausarbeitungen der schon beschriebenen Machart. Sie sind charakteristisch für das 14. Jahrhundert.

### Das Grabmal von Melangell
Auch befindet sich in der Kirche der restaurierte Schrein der Melangell, der als der älteste Schrein im romanischen Stil gilt. Er wird im frühen 12. Jahrhundert eingeordnet.

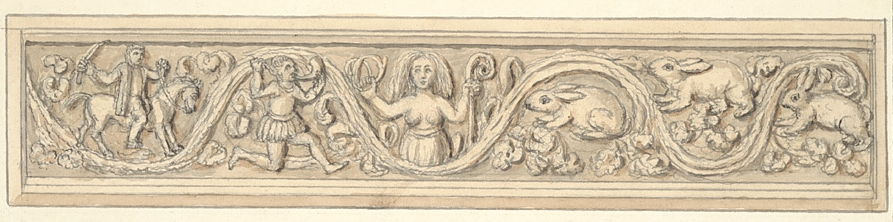
Skizze vom Grabmal, 1795

### Weitere Ausstattung

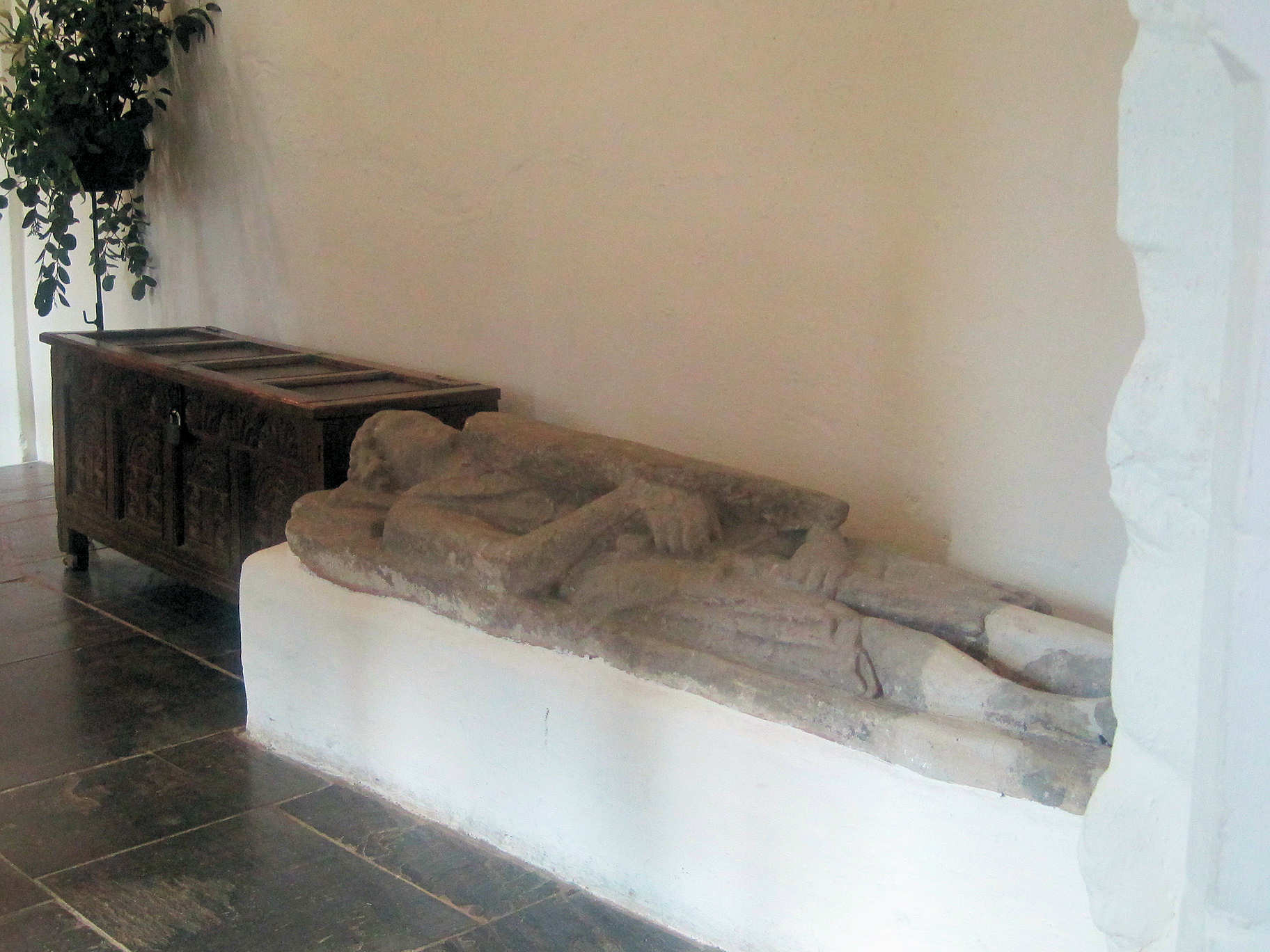
Grabstätte von Iorwerth Drwyndwn

Es existieren zudem noch zwei mittelalterlicher Bildnisse, von denen eines für eine Heiligendarstellung gehalten wird. Es finden sich ein normannisches Becken, eine Kanzel aus Greorgianischer Zeit, ein Leuchter und eine Gebotstafel. Eine in Stein gemeißelte Hasengruppe stammt von dem Bildhauer Meical Watts. Eine unklare Bedeutung hat die Giant’s Rib.

## Der Friedhof
Der möglicherweise auf die Bronzezeit zurückgehende rundliche Friedhof wird von alten Eiben umstanden, von denen vermutet wird, dass sie schon in vorchristlicher Zeit dort gestanden haben können. Zudem befindet sich dort ein Predigthügel, der einem Kult um St. Germanus dient. Auch ein Steinkreuz aus dem 14. Jahrhundert befindet sich dort. Drei Gräber von Soldaten aus dem Ersten Weltkrieg befinden sich ebenfalls auf dem Friedhof, ihre Sterbedaten sind nach dem 1. Weltkrieg zwischen Nov. 1918 und 1920.

## Heutige Verwendung

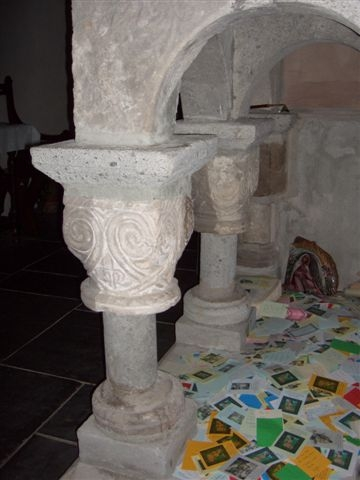
Gebetskarten auf dem Fußboden bei St Melangell’s Grabmal

St Melangell’s Church war schon immer eine Pilgerstätte überregionaler Bedeutung, die Besucher von ganz Britannien und darüber hinaus anzog. Gottesdienste finden regelmäßig statt einschließlich ganzjährig stattfindender Eucharistie und einer Tradition aus Kaffee und Kuchen nach dem Sonntagsgottesdienst.